# Thou (Burkina Faso)
Pour les articles homonymes, voir Thou.
Thou est un village du département et la commune rurale de Kaïn, situé dans la province du Yatenga et la région du Nord au Burkina Faso. 

## Géographie

### Démographie
- En 2006, le village comptait 718 habitants recensés[1].

## Santé et éducation
Le centre de soins le plus proche de Thou est le centre de santé et de promotion sociale (CSPS) de Kaïn tandis que le centre hospitalier régional (CHR) se trouve à Ouahigouya.
Le village ne possède pas d'école primaire.